# Barton (Maryland)
Barton – miasto w Stanach Zjednoczonych, w stanie Maryland, w hrabstwie Allegany.